# Loïck Landre
Loïck Landre (Aubervilliers, 5 de mayo de 1992) es un futbolista francés. Juega de defensa y su equipo es el Valenciennes F. C. del Championnat National.

## Selección nacional
Landre fue internacional sub-19, sub-20 y sub-21 con la selección de fútbol de Francia.

## Estadísticas
Actualizado al último partido disputado el 4 de mayo de 2025 (no incluye encuentros por equipo reserva).
| Club | Div.          | Temporada     | Liga  | Liga  | Copas nacionales(1) | Copas nacionales(1) | Copas internacionales | Copas internacionales | Total | Total |
| Club | Div.          | Temporada     | Part. | Goles | Part.               | Goles               | Part.                 | Goles                 | Part. | Goles |
| --- | ------------- | ------------- | ----- | ----- | ------------------- | ------------------- | --------------------- | --------------------- | ----- | ----- |
| París Saint-Germain F. C. Francia | 1.ª           | 2010-11       | 1     | 0     | 0                   | 0                   | 0                     | 0                     | 1     | 0     |
| París Saint-Germain F. C. Francia | Total club    | Total club    | 1     | 0     | 0                   | 0                   | 0                     | 0                     | 1     | 0     |
| Clermont Foot Francia | 2.ª           | 2011-12       | 12    | 0     | ―                   | ―                   | ―                     | ―                     | 12    | 0     |
| Clermont Foot Francia | Total club    | Total club    | 12    | 0     | 0                   | 0                   | 0                     | 0                     | 12    | 0     |
| Gazélec Ajaccio Francia | 2.ª           | 2012-13       | 24    | 3     | 0                   | 0                   | ―                     | ―                     | 24    | 3     |
| Gazélec Ajaccio Francia | Total club    | Total club    | 24    | 3     | 0                   | 0                   | 0                     | 0                     | 24    | 3     |
| R. C. Lens Francia | 2.ª           | 2013-14       | 27    | 0     | 7                   | 1                   | ―                     | ―                     | 34    | 1     |
| R. C. Lens Francia | 1.ª           | 2014-15       | 26    | 0     | 0                   | 0                   | ―                     | ―                     | 26    | 0     |
| R. C. Lens Francia | 2.ª           | 2015-16       | 25    | 0     | 2                   | 0                   | ―                     | ―                     | 26    | 0     |
| R. C. Lens Francia | 2.ª           | 2016-17       | 1     | 0     | 0                   | 0                   | ―                     | ―                     | 1     | 0     |
| R. C. Lens Francia | Total club    | Total club    | 79    | 0     | 9                   | 1                   | 0                     | 0                     | 88    | 1     |
| A. C. Pisa 1909 · Italia | 2.ª           | 2016-17       | 5     | 0     | ―                   | ―                   | ―                     | ―                     | 5     | 0     |
| A. C. Pisa 1909 · Italia | Total club    | Total club    | 5     | 0     | 0                   | 0                   | 0                     | 0                     | 5     | 0     |
| Genoa C. F. C. · Italia | 1.ª           | 2017-18       | 0     | 0     | 0                   | 0                   | ―                     | ―                     | 0     | 0     |
| Genoa C. F. C. · Italia | Total club    | Total club    | 0     | 0     | 0                   | 0                   | 0                     | 0                     | 0     | 0     |
| Nîmes Olympique Francia | 1.ª           | 2018-19       | 22    | 3     | 2                   | 0                   | ―                     | ―                     | 24    | 3     |
| Nîmes Olympique Francia | 1.ª           | 2019-20       | 11    | 1     | 3                   | 0                   | ―                     | ―                     | 14    | 1     |
| Nîmes Olympique Francia | 1.ª           | 2021-22       | 20    | 1     | 0                   | 0                   | ―                     | ―                     | 20    | 1     |
| Nîmes Olympique Francia | Total club    | Total club    | 53    | 5     | 5                   | 0                   | 0                     | 0                     | 58    | 5     |
| Manisa F. K. Turquía | 2.ª           | 2021-22       | 29    | 2     | 1                   | 0                   | ―                     | ―                     | 30    | 2     |
| Manisa F. K. Turquía | Total club    | Total club    | 29    | 2     | 1                   | 0                   | 0                     | 0                     | 30    | 2     |
| Al-Shamal S. C. Catar | 1.ª           | 2022-23       | 22    | 2     | 5                   | 0                   | ―                     | ―                     | 27    | 2     |
| Al-Shamal S. C. Catar | Total club    | Total club    | 22    | 2     | 5                   | 0                   | 0                     | 0                     | 27    | 2     |
| Kifisia F. C. · Grecia | 1.ª           | 2023-24       | 10    | 2     | 1                   | 0                   | ―                     | ―                     | 11    | 2     |
| Kifisia F. C. · Grecia | Total club    | Total club    | 10    | 2     | 1                   | 0                   | 0                     | 0                     | 11    | 2     |
| Çorum F. K. Turquía | 2.ª           | 2023-24       | 14    | 1     | ―                   | ―                   | ―                     | ―                     | 14    | 1     |
| Çorum F. K. Turquía | 2.ª           | 2024-25       | 29    | 1     | 1                   | 0                   | ―                     | ―                     | 30    | 1     |
| Çorum F. K. Turquía | Total club    | Total club    | 43    | 2     | 1                   | 0                   | 0                     | 0                     | 44    | 2     |
| Valenciennes F. C. Francia | 3.ª           | 2025-26       | 0     | 0     | 0                   | 0                   | ―                     | ―                     | 0     | 0     |
| Valenciennes F. C. Francia | Total club    | Total club    | 0     | 0     | 0                   | 0                   | 0                     | 0                     | 0     | 0     |
| Total carrera | Total carrera | Total carrera | 278   | 16    | 22                  | 1                   | 0                     | 0                     | 300   | 17    |
| (1) Incluye datos de la Copa de Francia, la Copa de la Liga de Francia, la Copa de Turquía, la Copa del Emir de Catar, la Copa de las Estrellas de Catar y la Copa de Grecia. |               |               |       |       |                     |                     |                       |                       |       |       |